# Ardapy
Ardapy (deutsch Ardappen) ist ein Ort in der polnischen Woiwodschaft Ermland-Masuren. Er gehört zur Gmina Bartoszyce (Landgemeinde Bartenstein) im Powiat Bartoszycki (Kreis Bartenstein (Ostpr.)).

## Geographische Lage
Ardapy liegt am Westufer der Łyna (deutsch Alle) in der nördlichen Mitte der Woiwodschaft Ermland-Masuren, 18 Kilometer südöstlich der früheren und heute auf russischem Hoheitsgebiet gelegenen Kreisstadt Preußisch Eylau (russisch Bagrationowsk) bzw. vier Kilometer südöstlich der heutigen Kreismetropole Bartoszyce (deutsch Bartenstein).

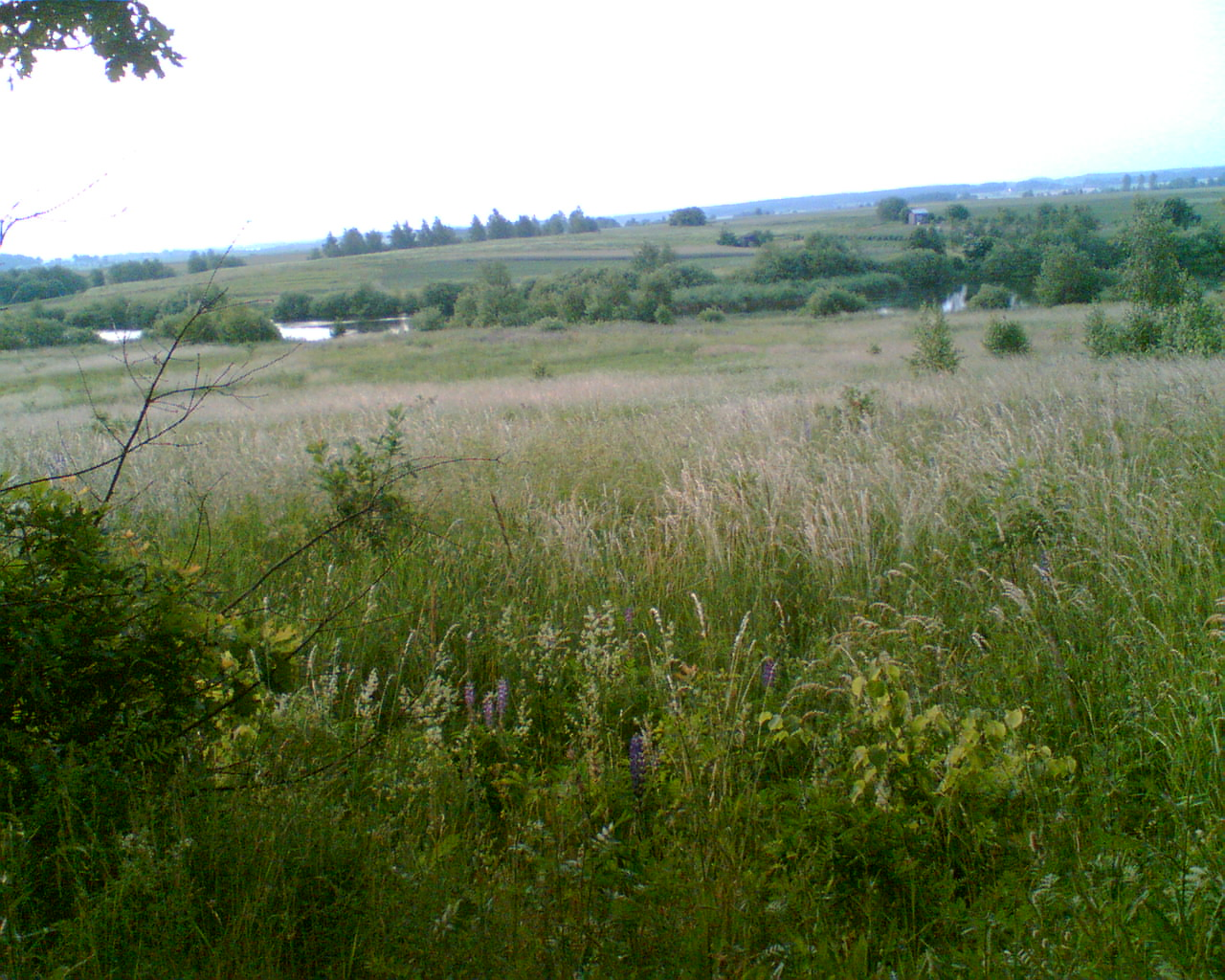
Die Łyna (Alle) bei Ardapy (Ardappen)

## Geschichte
Das damalige kleine Dorf Adapen wurde 1340 erstmals erwähnt. Nach 1340 wurde der Ort Ardapen und Ardoppen, nach 1579 Adappen und nach 1785 Ardappen genannt. Im Jahre 1874 kam die Landgemeinde Ardappen zum neu errichteten Amtsbezirk Borken (polnisch Borki) im ostpreußischen Kreis Preußisch Eylau.
134 Einwohner zählte Ardappen im Jahre 1910, im Jahre 1933 waren es 121.
Am 1. April 1936 erfolgte eine Umgliederung der Gemeinde Ardappen (zusammen mit dem Nachbarort Spittehnen (polnisch Spytajny)) aus dem Kreis Preußisch Eylau in den Kreis Bartenstein (Ostpr.), und am 1. Januar 1937 die Eingliederung in den neu errichteten Amtsbezirk Spittehnen. Die Einwohnerzahl Ardappens belief sich im Jahre 1939 auf 122.

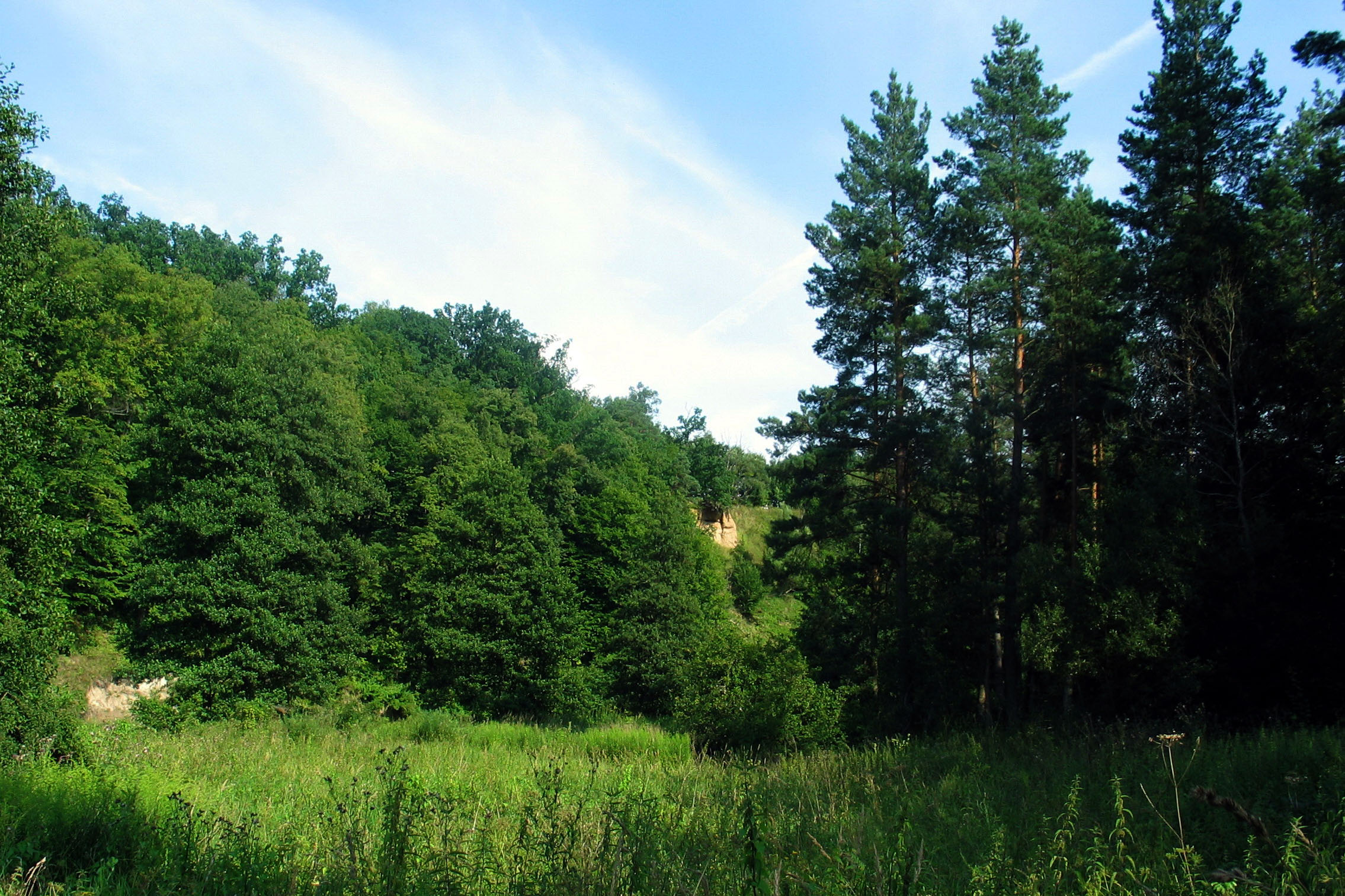
Spuren einer Festungsanlage am Łynaufer bei Ardapy

Als 1945 in Kriegsfolge das gesamte südliche Ostpreußen an Polen fiel, erhielt Ardappen die polnische Namensform „Ardapy“. Heute ist der Ort eine Ortschaft im Verbund der Landgemeinde Bartoszyce (Bartenstein) im Powiat Bartoszycki (Kreis Bartenstein (Ostpr.)), von 1975 bis 1998 der Woiwodschaft Olsztyn, seither der Woiwodschaft Ermland-Masuren zugehörig.

## Altprußische Festungsanlage
Wenige hundert Meter vom Dorf Ardapy entfernt befinden sich am linken Ufer der Łyna Spuren einer altprußischen Festungsanlage, die heute zur touristischen Attraktion geworden ist.

## Religion

### Christentum
Bis 1945 war Ardappen in die evangelische Kirche Borken (Ostpreußen) in der Kirchenprovinz Ostpreußen der Kirche der Altpreußischen Union, außerdem in die römisch-katholische Kirche Bartenstein im damaligen Bistum Ermland eingepfarrt.
Heute gehört Ardapy katholischerseits zur Kirche in Tolko (Tolks), einer Filialkirche der Pfarrei in Wojciechy (Albrechtsdorf) im jetzigen Erzbistum Ermland, evangelischerseits zur Kirche in Bartoszyce, einer Filialkirche der Pfarrei St. Johannes in Kętrzyn (Rastenburg) in der Diözese Masuren der Evangelisch-Augsburgischen Kirche in Polen.

## Verkehr
Ardappen liegt verkehrsgünstig südlich der Woiwodschaftsstraße 512 und ist Endpunkt einer Nebenstraße, die dort bei Spytajny (Spittehnen) abzweigt. Eine Bahnanbindung besteht nicht mehr, seitdem die nächstgelegene Bahnstation – die Stadt Bartoszyce – vom Bahnverkehr abgeschnitten ist.